# 弗萊肯巴赫湖
49°2′41.24″N 9°59′41.48″E / 49.0447889°N 9.9948556°E
弗萊肯巴赫湖（德語：Fleckenbachsee），是德國的湖泊，位於該國西南部，由巴登-符騰堡州負責管轄，處於施韋比施哈爾縣，長0.3公里、寬0.2公里，面積0.03平方公里，海拔高度486米。